# Сан Пјер Марина (Месина)
Сан Пјер Марина је насеље у Италији у округу Месина, региону Сицилија.
Према процени из 2011. у насељу је живело 591 становника. Насеље се налази на надморској висини од 33 м.